# Vallon-en-Sully
Vallon-en-Sully è un comune francese di 1 717 abitanti situato nel dipartimento dell'Allier della regione dell'Alvernia-Rodano-Alpi.

## Società

### Evoluzione demografica
Abitanti censiti